# 山岡孫吉

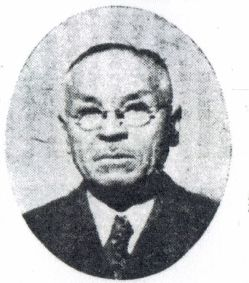
実業之日本社『実業之日本 4月1日特大号』より山岡孫吉

山岡 孫吉（やまおか まごきち、1888年（明治21年）3月22日 - 1962年（昭和37年）3月8日）は、日本の実業家で、世界初の小型ディーゼルエンジンを開発したヤンマー（現・ヤンマーホールディングス）創業者。

## 生涯

### 略伝
産業用エンジンメーカー大手のヤンマー創業者。1888年（明治21年）滋賀県出身。尋常高等科卒業後、1903年（明治36年）3円60銭を手に持ち奉公に出、1905年（明治38年）大阪瓦斯工事人夫として仕事をしていた時にガスエンジンに出会い、技術を学ぶ。1906年（明治39年）独立し、1912年（明治45年）中古ガスエンジンブローカー業を開業し、1921年（大正10年）農業用小型石油エンジンメーカーとなり、ヤンマーを商標として用いた。
1932年（昭和7年）欧米視察に出、ドイツで開かれたメッセでディーゼルエンジンに出合い、小型ディーゼルエンジン開発を決意した。1933年（昭和8年）世界初のディーゼルエンジン小型化に成功した。1951年（昭和26年）第一回『藍綬褒章』を受章し、1955年（昭和30年）ドイツ発明協会金牌、1957年（昭和32年）ドイツ大功労十字章などを受賞している。1961年（昭和36年） 大阪市北区茶屋町にヤンマー本社ビルを竣工させた後の1962年（昭和37年）3月8日死去した。

### 詳細

#### 幼少時
1888年（明治21年）3月22日、滋賀県伊香郡東阿閉村（後の南富永村、現・長浜市高月町）に生まれた。2反保の田地を耕す山岡忠三郎と妻くにの間に生まれた7人兄弟の4男3女の6番目で、祖父孫蔵の一字を取り孫吉と命名された。1894年（明治27年）阿閉小学校に入学。1898年（明治31年）義務教育課程修了後も、どうしても勉学を続けたいとの孫吉の希望を聞きいれ、決して楽ではない家計の中、北隣の古保利村の小学校補習科に進級させた。翌年七郷村に高等科が新設されると、同校の2学年に編入し1900年（明治33年）同高等科を卒業した。卒業後、父の手伝いをし2年が経ち級友たちが奉公などで村を出ていく中、孫吉も村を出たい気持ちが強くなり、当時募集されていたアメリカへの移民に興味を持つが、保証金180円（50俵分の価値）を用意できるはずもなく、かつ未成年であることから両親の承諾を得られず、移民の夢は霧散した。翌1903年（明治36年）正月、村を出たい気持ちは益々強くなり、遂に奉公に出たい旨を母に告げ、父不在中を見計らい母よりもらった米1俵を現金化した3円60銭を手に、母に1万円貯めると約束して柳桑折1つを背負って大阪で働く長兄栄太郎を頼りに家を出た。

#### 大阪
大阪では、最初に天満のメリヤス屋に奉公に入るが3日で飛び出し、次に写真の台紙屋に1年半住み込み丁稚となったが病に罹り辞め、暫く長兄宅の2階で静養していた。少しは足しにと釣に通うと、大阪瓦斯社員の人と仲良くなりその人を介して1905年（明治38年）工事人夫として採用されることになった。大阪瓦斯の工事で初めてエンジンと出会った。ガスエンジンであったが、エンジンの取り扱いを任されるようになった。ガス工事に慣れたところ、大阪瓦斯にゴム管を納めている会社に立ち寄ったところ表面がひび割れ大阪瓦斯から引き取りを断られたゴム管が大量にあり、販売を頼まれ工事仲間と共にかつての工事先を回り販売をし、結果的によく売れ終いには在庫全てを引き受けた。この経験から1万円貯めるには商売を行うしかないと決意した。
1906年（明治39年）ガス管でひと儲けしたことから大阪瓦斯を退社し、翌年20歳になる年に兄の家も出自分で長屋を借り、偶にガス工事を請け負いつつゴム管ガス器具販売で独立し、1年で千円近く稼ぐことができた。郷里から妹を呼び寄せたところ、長兄も子供一人を残して兄嫁が亡くなったため孫吉の家で一緒に暮らし仕事も共にすることになった。徐々に中古エンジンの修理・販売が仕事の多くを占めるようになり、1912年（明治45年）25歳になる年に、大阪市北区茶屋町に70坪の土地を借り、工員も7〜8人雇い『山岡発動機工作所』という修理工場を開いた。この間、独立して仕事を起こしたことから兵役も免除された。
この頃大阪では水力発電所が建設され、ガス発電・ガスエンジンから電気モーターの時代に変わりつつあり、幾つかのガスエンジン関連会社が倒産したり、不要となったガスエンジンが市場に安く出回ったりしていた。孫吉は、これを好機と捕え動力用電気送電が行われていない地域やガス会社も無い地域に目を付け、市中の中古ガスエンジンを安く手に入れ修理し新品同様に直したり吸入式ガスエンジン（ガス発生装置をセットにしたエンジン）に改造したりして、電気送電が無い所にはガスエンジンを、ガス会社自体が無い所には吸入式ガスエンジンを販売し、大儲けをすることができた。第一次世界大戦が勃発すると更にガスエンジンの需要は増し、大戦が終結した1918年（大正7年）31歳の時に、孫吉は1万円どころか30万円以上の利益を上げていた。大戦終結後、不況となりガスエンジンも全く売れなくなったことから、一旦商売にけじめを付け、故郷へ帰ることとした。この間孫吉は、1915年（大正4年）28歳の時に、近所の薬屋の娘の世話で土肥淑乃を娶り、赤ん坊の長男がいた。家族で3ヵ月程故郷で遊び、その後大阪に戻ったが仕事は開店休業の状態が続いた。

#### エンジンメーカーへ
今まで行ってきたエンジンを修理して販売するブローカー商売に限界を感じた孫吉は、大阪瓦斯工事人夫時代の仲間が丸亀でガスエンジンを石油エンジンに改良し、籾すり臼用動力機として販売していたことから、丸亀に機械と仕事ぶりを見学しに行った。また、その帰りに岡山県に立ち寄り、児島農場で使われている水揚げ用の動力ポンプを見学した。孫吉は、石油エンジンを使って特定の目的に用いる機械を作ることに興味を持つようになった。1920年（大正9年）、羊の毛刈りに使う軽い石油エンジンを早速購入し、3カ月かけて農業用3馬力石油エンジン（農業用立形石油発動機）の試作品を作り、1921年（大正10年）この横形石油発動機に対して『ヤンマー』という商標を付けた。農業用エンジンとしては我が国初のものであり、ここに従業員12名程度の小さなエンジンメーカーが誕生した。『幼い頃、父の農作業を手伝い、今年は沢山トンボが飛んでいる。きっと豊作やで…』と言った言葉から、最初トンボ印として新聞広告を出したが、既に静岡の醤油機械会社が商標権を取得しており、商標侵害問題が起きたため、トンボの親玉で山岡にも繋がる『ヤンマー』にしようということになった。籾すり用として故郷の阿閉や長浜駅前で実演を行い、大変な評判を得て、生産が販売に追いつかない程の盛況となった。1922年（大正11年）東京不忍池で開かれた平和博覧会に動力籾すり・動力精米機・水揚げポンプを出品しいずれも大きな反響を得ることができた。
1925年（大正14年）漁船用石油発動機を開発し販売を開始した。国内景気は悪化の一途であったが農業・漁業用エンジン共に頗る順調に売り上げをあげた。ところが、石油エンジンの爆発事故が発生したり、また、1929年（昭和4年）東京支店長が勝手に関東大震災後の需要を見込み高利貸しから資金を調達し砂利運搬用の大型トラックを15台も購入したため、高利貸しから支店・本社・本宅まで競売にかけられ、会社だけは守るべく、急遽個人会社を株式会社に改組した。

#### ディーゼルエンジン
1932年（昭和7年）2月、様々なことが立て続けに起きたことから気分転換を兼ね欧米視察に出かけた。3月、ドイツに到着しライプツィヒで開催されているメッセにて、開発者であるルドルフ・ディーゼルを技術者として抱えるディーゼルエンジンメーカー・マン社の映画を見、マン社のディーゼルエンジンの優秀さに取りつかれた。日本国内でもディーゼルエンジンは1919年〜1920年（大正8〜9年）頃にかけて船舶用大型エンジンが国産化され、小型エンジン開発競争が行われたが全て失敗していた。ドイツにおいても小型エンジンはまだ開発されていなかった。7月に帰国すると早速小型ディーゼルエンジン開発に取りかかり、9月末に4サイクル3馬力ディーゼルエンジン試作機が完成した。しかしエンジンは回るが不完全燃焼により黒煙を吐き完全な失敗に終わった。国内の大型ディーゼルエンジンメーカー技術者を採用したが一向に目処が立たず、1年かけても完成できなかったため、開発に係った社員全員を呼び『私のような者が、世界で最小のディーゼルエンジンを造ろうとしたのが間違っていた。一度諦める。皆には一人200円を渡すので一度温泉に行って疲れを癒してきてくれ』と語った。ところが、社員全員休むどころか逆に精を出し、一層研究開発に没頭していった。この結果、昭和8年（1933年）12月23日、煙一つ出さず3馬力のディーゼルエンジン（最大5馬力）が快調に回った。この日はくしくも昭和天皇の皇太子（後の明仁上皇）の誕生と同日であった。
ディーゼルエンジンの本格生産には現在の工場では手狭なため、兵庫県川辺郡小田村（現・尼崎市）に2万坪の土地を購入し工場建設に取りかかったところ、必要な資金（120万円）の調達が難渋した。昔から付き合いがある鹿島銀行頭取から日本興業銀行に頼んでみることを勧められ、同行神戸支店を訪問したところ、厳しい審査から最初は話がうますぎるとしていたが、審査10日目に『あなたの話に嘘が無いことがわかった。他行の手前120万円としておくが必要なら300万円でも500万円でも融通する。』との回答が得られ、無事工場（現・ヤンマー尼崎工場）を竣工させることができた。1937年（昭和12年）に盧溝橋事件が勃発し、日中戦争に突入。1941年（昭和16年）には太平洋戦争へと続く戦乱の時代に入る。海軍管理工場の指定を受け、上陸舟艇用エンジン等としてディーゼルエンジンに大量発注が入り、昭和17年（1942年）長浜工場を新設した。

#### 終戦後
終戦時、本社工場の90%、尼崎工場の70%が焼失し、まともに稼働できるのは長浜工場だけとなっていた。戦後、本社工場・尼崎工場の立て直しを図ると共に、長浜工場で農業用エンジンの生産を開始し、売れ残った船舶用エンジンは映画館等の発電用として販売した。この頃、旧海軍の優秀なディーゼルエンジン技術スタッフが入社し、1946年（昭和21年）には新型の船舶用ディーゼルエンジンを発表した。また東京大学宇宙線研究所に自動発停式の自家発電用大型ディーゼルエンジンを納入し、世間の一部からあった『百姓エンジン屋』との風評を一新した。1949年（昭和24年）滋賀県伊香郡西浅井村（現・長浜市）に小型ディーゼルの燃料ポンプ部品『永原農村精密工場』を、1951年（昭和26年）伊香郡木之本町石道（現・長浜市）に貧窮農家救済を目的にした『石道農村家庭工場』を立ち上げ、戦後の農村再生に協力した。地方への貢献等も認められ、この年の第一回『藍綬褒章』を受章した。
1953年（昭和28年）、2度目の訪欧視察の旅に出てマン社を訪問した。そこでディーゼル博士には墓も記念碑も無いことを知り、ディーゼル博士顕彰のための準備を始めた。ドイツの発明家が外国人により記念顕彰されることは初めての出来事とのことで、ディーゼル博士を顕彰しようとする動きはドイツ国内でも大反響を呼んだ。また、ドイツの研究者から孫吉の小型ディーゼルエンジン開発の功が喧伝され、1955年（昭和30年）4月、孫吉に対しドイツ人以外で初めてドイツ発明協会より金牌が贈られた。1956年（昭和31年）5月、ミュンヘンのドイツ大博物館より名誉理事に推薦され、1957年（昭和32年）4月にはドイツ政府より大十字功労勲章受章の名誉に浴した。ディーゼル博士顕彰事業は、博士が少年期を過ごしたバイエルン州アウクスブルク市ビッテルバッハ公園に、1957年（昭和32年）秋、ディーゼル博士生誕100年・ディーゼルエンジン開発60年を前に記念石庭苑を寄贈した。
記念石庭苑寄贈後、社名を『ヤンマーディーゼル』に変更した。1959年（昭和34年）「ヤン坊マー坊天気予報」をテレビで開始し、1960年（昭和35年） 滋賀県伊香郡高月町（現・長浜市）に『大森農村精密工場』を開設。1961年（昭和36年） 大阪市北区茶屋町にヤンマー本社ビルを竣工させた後、1962年（昭和37年）3月8日、山岡孫吉は社長職のまま73歳で死去した。

### 年譜
- 1888年（明治21年）3月22日 - 誕生。
- 1894年（明治27年）- 阿閉小学校に入学。
- 1898年（明治31年）- 古保利村小学校補習科に進級。
- 1899年（明治32年）- 七郷村高等小学校2年へ編入。
- 1903年（明治36年）- 大阪へ出奔し長兄を頼る、メリヤス工場・写真台紙屋に住み込み奉公。
- 1905年（明治38年）- 大阪瓦斯に工事人夫として採用、エンジンに出会う。
- 1906年（明治39年）- ガス管（ゴム管）で儲け大阪瓦斯を退社、ガス管・ガス器具販売・ガスエンジンブローカー業を開始し妹・長兄と同居。
- 1912年（明治45年）- 『山岡発動機工作所』開設、電力化で不要となったガスエンジンを地方で販売。
- 1914年（大正3年）- 第一次世界大戦勃発、エンジン需要も増し大儲け。
- 1915年（大正4年）- 土肥淑乃と結婚。
- 1918年（大正7年）- 第一次世界大戦終結、反動不況に入り故郷に一時帰郷。3カ月後、再度大阪で仕事を始める。
- 1921年（大正10年）- 農業用小型石油エンジンを開発、商標としてヤンマーを用いる。
- 1922年（大正11年）- 東京で行われた平和博覧会に動力籾すり・動力精米機・水揚げポンプを出品。
- 1925年（大正14年）- 漁船用石油発動機を開発し販売。
- 1932年（昭和7年）- 石油エンジンの爆発・東京支店長の借り入れによる差押え・競売発生。気分転換のため欧米を視察、ドイツでディーゼルエンジンに出会い小型開発を決意。
- 1933年（昭和8年）- 世界初小型ディーゼルエンジン開発に成功。
- 1936年（昭和11年）- 尼崎工場竣工。
- 1937年（昭和12年）- 盧溝橋事件が勃発し日中戦争に突入。
- 1941年（昭和16年）- 太平洋戦争に突入し、海軍指定工場となる。
- 1945年（昭和20年）- 本社工場・尼崎工場ともに被災。太平洋戦争終結。
- 1946年（昭和21年）- 新型船舶用ディーゼルエンジンを発表。
- 1949年（昭和24年）- 滋賀県伊香郡西浅井村（現・長浜市）に『永原農村精密工場』を開設。
- 1951年（昭和26年）- 伊香郡木之本町石道（現・長浜市）に『石道農村家庭工場』を開設、第一回藍綬褒章受章。
- 1953年（昭和28年）- 2度目の訪欧視察。
- 1955年（昭和30年）4月 - ドイツ人以外で初めてドイツ発明協会より金牌を贈られる。
- 1956年（昭和31年）5月 - ミュンヘンのドイツ大博物館より名誉理事に推薦される。
- 1957年（昭和32年）
  - 4月 - ドイツ政府より大十字功労勲章を受章。
  - 9月 - バイエルン州アウクスブルク市ビッテルバッハ公園に記念石庭苑を寄贈、社名を『ヤンマーディーゼル』に変更。
- 1959年（昭和34年）- 「ヤン坊マー坊天気予報」を放映開始。
- 1960年（昭和35年）- 滋賀県伊香郡高月町（現・長浜市）に『大森農村精密工場』を開設。
- 1961年（昭和36年）- 大阪市北区茶屋町にヤンマー本社ビルを竣工。
- 1962年（昭和37年）3月8日 - 死去。

### 親族
- 長男 - 山岡康人（1917-1963）ヤンマーディーゼル社長（二代目）
- 次男 - 山岡淳男（1925-2013）ヤンマーディーゼル社長（三代目）
  - 孫 - 山岡健人（1959-）ヤンマーディーゼル社長（四代目）、ヤンマー会長

## 関連書籍
著作
- 「産業能率 (49) 1953年10月」 「欧米とびある記 山岡孫吉」の項（大阪能率協会）
- 「叩き上げた人々 新しい仕事はどこにでもある」 「古発動機の仲買から小型ディーゼル王　ヤンマーディーゼル社長 山岡孫吉」の項（実業之日本社 1955年）
- 「文芸春秋 33(17) 1955年9月」 「ミスター・ディーゼル物語 山岡孫吉」の項（文芸春秋）
- 「経済人 14(5) 1960年5月」 「ブラジルへの事業進出計画 山岡孫吉」の項（関西経済連合会）
- 「私の履歴書 第11集 山岡孫吉」（日本経済新聞社 1960年）

山岡孫吉に係る書籍
- 「日本発明家伝」 「山岡孫吉氏」（奈良繁太郎編 帝国発明学会 1936年）
- 「実業の日本 56(7) 1953年」 「ヤンマー・ディーゼル社長山岡孫吉氏の半生 前島美正著」の項（実業之日本社）
- 「山岡孫吉伝 三円六十銭から百億長者へ」（山岡荘八著 大日本雄弁会講談社 1956年）
- 「山岡孫吉社長を偲んで」（山岡荘八著 ヤンマーディーゼル株式会社社史編纂委員会編 1963年）
- 「斯の人を 続日本経済を育てた人々」 「山岡孫吉 吉川武夫著」の項（関西経済連合会 1968年）
- 「エンジン一代 山岡孫吉伝」（小島直記著 ダイヤモンド社 1980年）
- 「発明 The invention 81(5) 1984年5月」 「日本の技術をたずねて 山岡孫吉と小型ディーゼルエンジン」の項（発明推進協会）
- 「小島直記伝記文学全集 第11巻」 「山岡孫吉」の項（小島直記著 中央公論社 1987年）